# ويليام بيرسيفال غراي
ويليام بيرسيفال غراي (بالإنجليزية: William Percival Gray)‏ هو قاضي ومحامي أمريكي، ولد في 26 مارس 1912 في لوس أنجلوس في الولايات المتحدة، وتوفي في 10 فبراير 1992.